# Magra
(Dante Alighieri, Commedia, Par. IX, 88-90)
Il Magra (declinato anche nel genere femminile, la Magra: così anche in ligure) è un fiume che scorre in Toscana e in Liguria bagnando le province della Spezia e di Massa-Carrara. È il principale fiume per portata media alla foce della Liguria (c. 57 m³/s dopo la confluenza del Vara), anche se ad essa appartiene solo la parte terminale del suo corso; lungo il suo percorso si crea la maggiore piana della Liguria (seconda è quella di Albenga).

## Corso del fiume
Il fiume nasce in Toscana a quota 1200 m s.l.m., tra il Monte Borgognone (1401 m s.l.m.) e il Monte Tavola (1504 m s.l.m.), nel territorio comunale di Pontremoli (MS), creando con il suo corso la Val di Magra. Giunto in territorio ligure confluisce con il Vara riversandosi poi nel Mar Ligure con un ampio estuario situato tra Bocca di Magra e Fiumaretta, frazioni del comune di Ameglia.
Nel tratto che va da Pontremoli ad Aulla mantiene una direzione longitudinale rispetto alla catena dell'Appennino, NO-SE, per poi cambiare direzione ad Aulla, volgendo a SO, e sfociare successivamente all'altezza della località di Santo Stefano nell'ampia pianura alluvionale.
La sua lunghezza complessiva è di 70 km.
Tra i comuni attraversati dal corso d'acqua si ricordano: Aulla, Filattiera, Licciana Nardi, Mulazzo, Podenzana, Pontremoli, Tresana, Villafranca in Lunigiana e Zeri in Provincia di Massa e Carrara; Ameglia, Arcola, Santo Stefano di Magra, Sarzana e Vezzano Ligure in Provincia della Spezia.

## Affluenti
Sul suo percorso confluiscono numerosi affluenti, che traggono origine dallo spartiacque dell'Appennino tosco-emiliano, da quello Tosco-Ligure e dalle Alpi Apuane, pertanto sia dalle vallate della Lunigiana, che del Vara. Il primo di questi affluenti, il torrente Magriola, si immette nel Magra poco prima di Pontremoli.
Il tratto montano del fiume, con carattere torrentizio, termina all'altezza della località di Pontremoli e da qui inizia la parte mediana, che finisce alla confluenza del Vara. In questo tratto riceve la maggior parte degli affluenti sia di destra che di sinistra, tra i quali spicca per portata il Bagnone (torrente).
Gli affluenti di destra sono caratterizzati, ad esclusione del Vara, da una portata modesta a causa della scarsità di sorgenti perenni, ed in genere hanno dei corsi brevi e vicini tra di loro, mentre gli affluenti di sinistra sono quelli che danno il contributo maggiore alla portata del fiume in quanto alimentati da buone sorgenti anche in alta quota. I torrenti più lunghi sono il Taverone e l'Aulella che plasmano le due rispettive valli, in direzione di Licciana Nardi e del passo del Lagastrello e di Fivizzano e del passo del Cerreto, ma il più copioso d'acqua è il Bagnone (torrente), omonimo del comune al quale dà il nome.

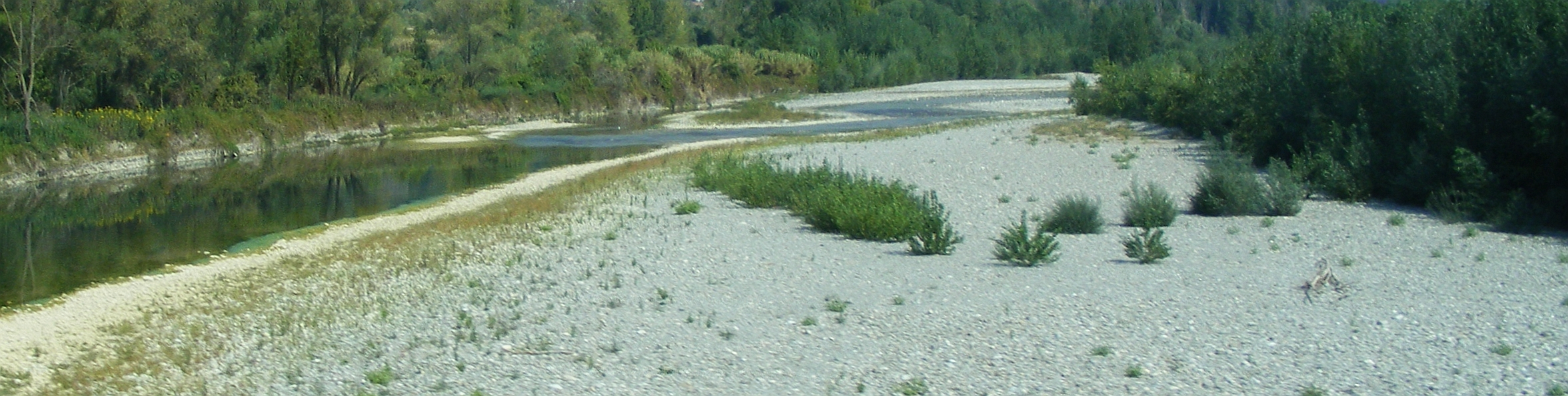
Il fiume visto dal ponte dell'A12, poco prima della confluenza con il Vara

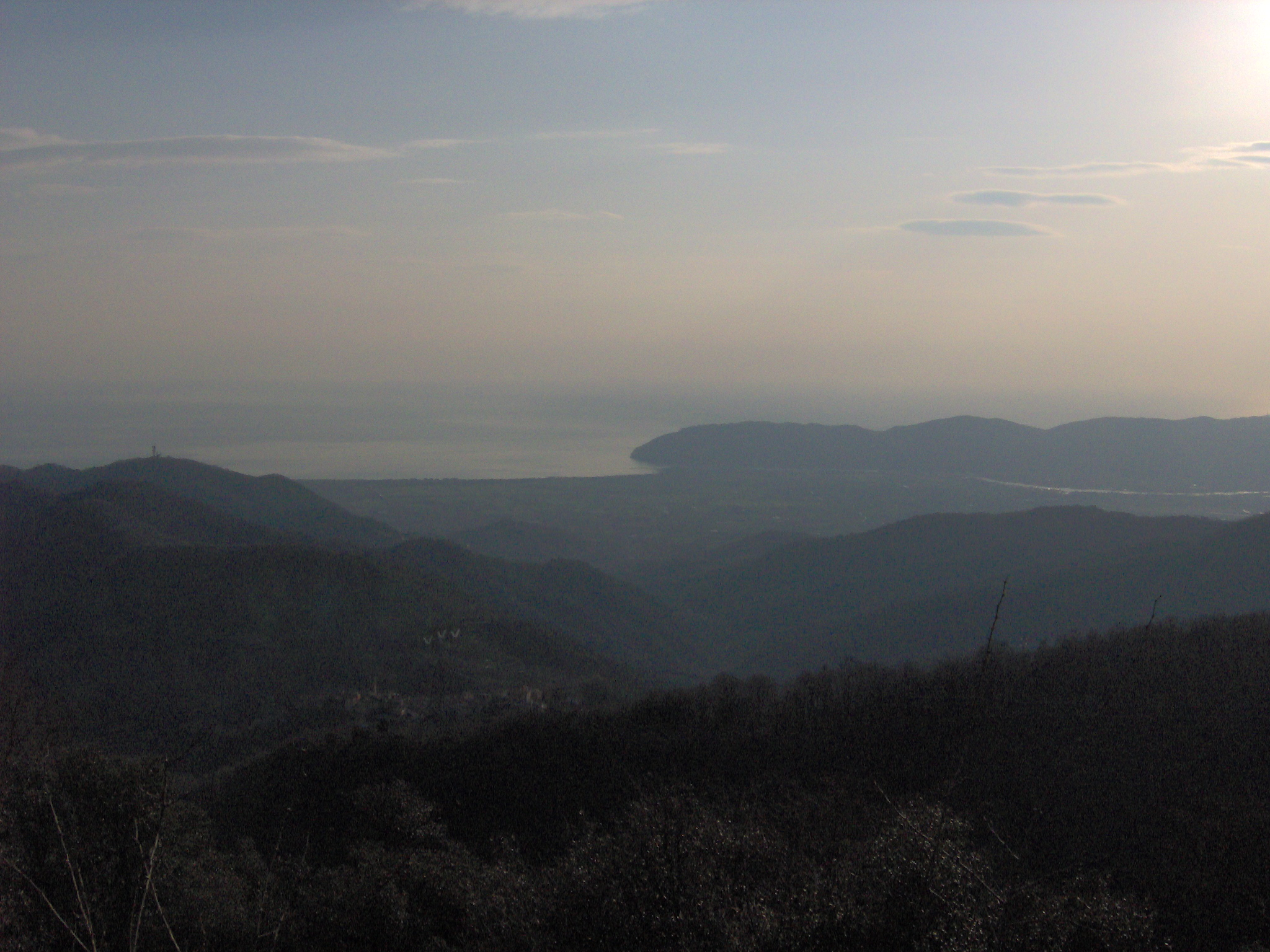
La foce del Magra vista dalle colline di Carrara

| Affluenti di destra | Affluenti di sinistra |
| --- | --- |
| - torrente Acqua salata - torrente Carrara - torrente Canossilla - torrente Cisavola - torrente Cisolagna - rio Gazzola - torrente Geriola - torrente Gordana - torrente Magriola - torrente Màngiola - torrente Osca - torrente Pènolo - torrente Teglia - fiume Vara - Verde | - torrente Aulella - torrente Bagnone - torrente Caprio - torrente Civiglia - torrente Gorgoglione - torrente Monia - torrente Tarasco - torrente Taverone - torrente Magnola - torrente Calcandola |

## Regime idraulico

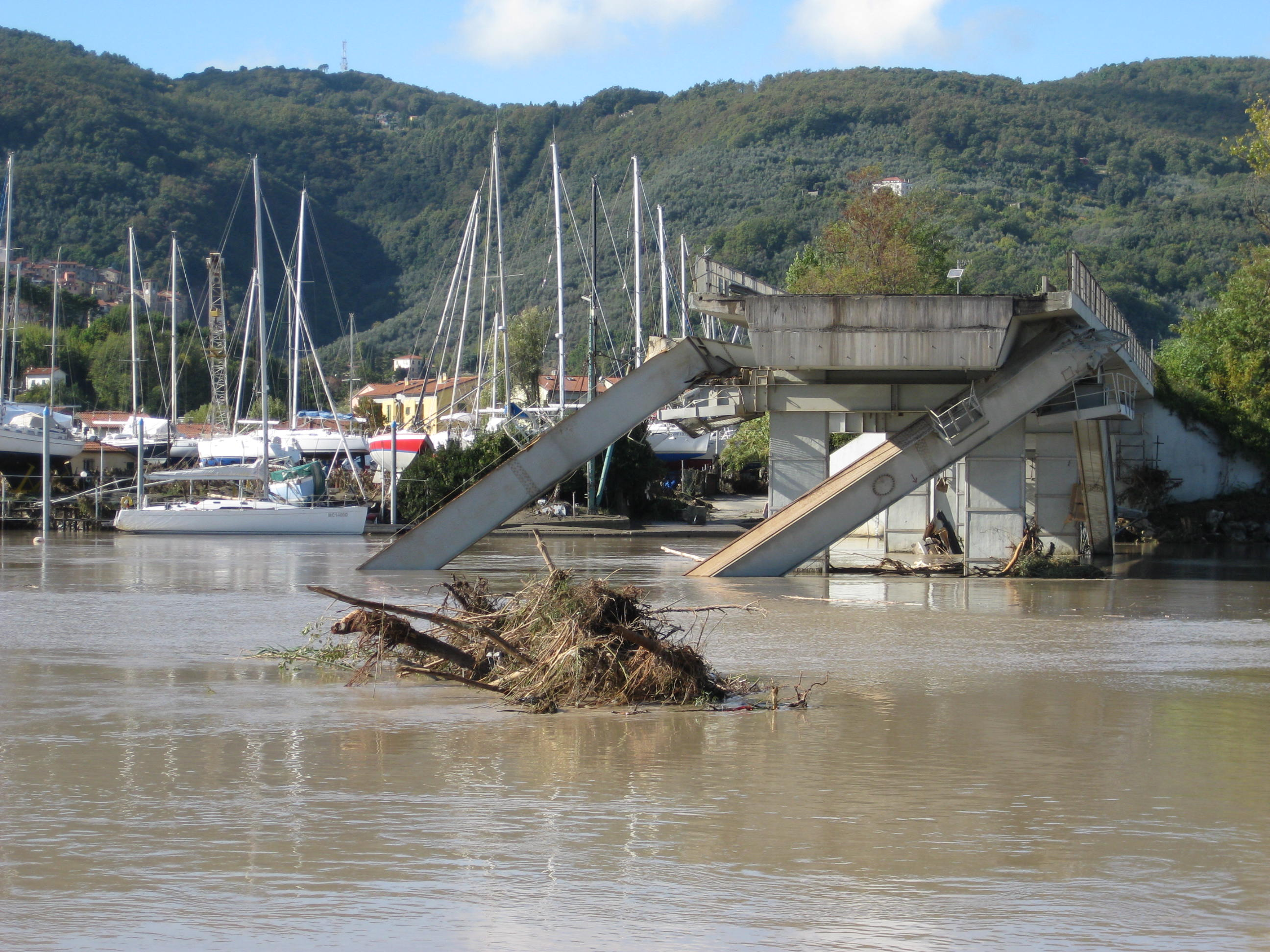
Ponte della Colombiera distrutto nell'alluvione del 2011

Al seguito del ricevimento dell'acqua dagli affluenti sopra elencati la portata media annua sale, dopo la confluenza del Vara presso la foce a circa 57 m³/s; prima della confluenza del Vara (suo maggior tributario in assoluto) la portata si attesta sui 41 mc/sec con una media mensile massima in novembre di quasi 90 m³/s ed una media mensile minima in agosto di circa 7 m³/s.
I valori massimi sono raggiunti in autunno ed in primavera.
Proprio per la sua collocazione geografica, il bacino del Magra è soggetto a forte piovosità sicché si possono verificare ogni anno piene particolarmente imponenti; dai dati del Servizio Idrografico Nazionale del Ministero dei Lavori Pubblici si può stabilire che generalmente il regime dei flussi ricalchi quello degli afflussi meteorici, con piene elevate e magre accentuate.
La portata minima assoluta mai toccata è di 5 m³/s, mentre quella massima assoluta, raggiunta durante la disastrosa alluvione del 25 ottobre 2011, ha superato di gran lunga l'eccezionale valore di 5.000 m³/s.
Tali piene portano spesso ad esondazioni, generalmente nel tratto finale del fiume che risente, tra l'altro, dell'andamento del moto ondoso e delle maree del Mar Ligure, che possono contrastare il deflusso delle acque.
Tra il 2009 ed il 2011 si sono verificate ben quattro esondazioni che hanno distrutto due volte il ponte della Colombiera, allagato case e strutture produttive: due nel 2009, nel 2010 e la più grave, che ha causato danni non solo alla foce ma anche già a partire dal tratto medio-alto nella zona di Aulla nel 2011.
La più recente piena del fiume Magra si è verificata il 28 gennaio 2025, in concomitanza con un'intensa ondata di maltempo. Durante l'evento, il fiume è stato posto in allerta rossa e ha raggiunto un nuovo record di portata (esclusi gli eventi del 2011). Presso l'idrometro del Ponte della Colombiera è stata registrata una portata di 1.375 m³/s. Non si sono verificati danni.

## Fauna

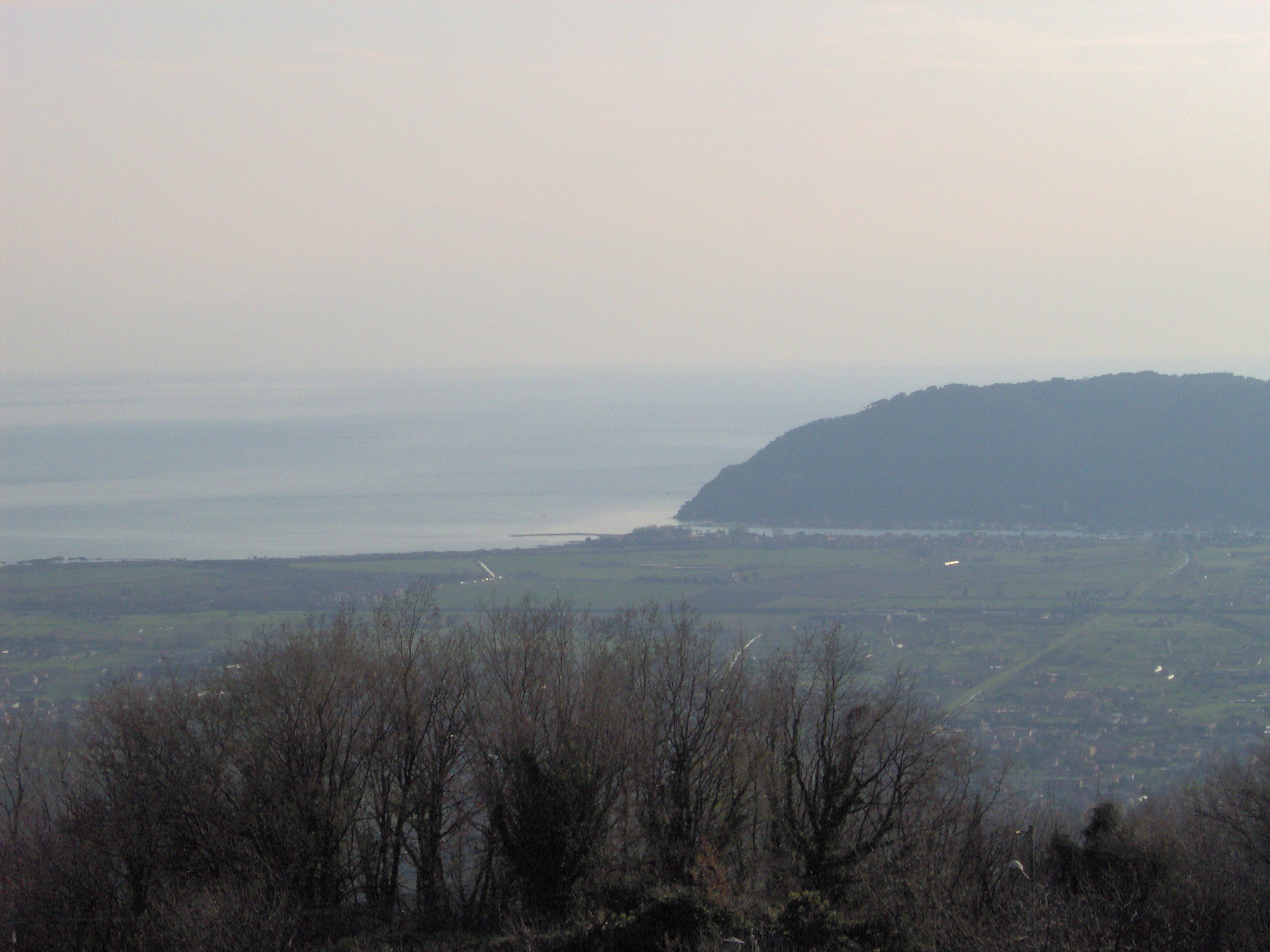
La foce del Magra vista dalle colline di Luni

Le acque del fiume sono ricche di pesci, nel corso inferiore del Magra sono presenti più di 30 specie, tra quelle autoctone e quelle introdotte nelle acque spezzine per le gare di pesca; ricordiamo la trota iridata, la trota fario, la tinca, la savetta, la lasca, la scardola, la carpa, il carassio, il pesce persico, il pesce gatto ed il luccio; verso la foce anche molte specie di mare, che risalgono la corrente per diversi chilometri.

Le rive sono abitate da: toporagno d'acqua, volpe, cinghiale, nutria (d'origine non autoctona); ma soprattutto da uccelli: gabbiano, cormorano, cornacchia grigia, topino, gruccione, ecc. e presentano un ambiente assai accogliente per le specie migratorie, che qui si fermano anche per lunghi periodi, spesso nidificando.

## Il parco
Il tratto di fiume che scorre nella Provincia della Spezia fa parte del Parco naturale regionale di Montemarcello-Magra-Vara.

## Storia
- Il fiume Magra assurse di importanza in epoca romana alla fine della Guerra sociale, quando nell'88 a.C., insieme al fiume Rubicone, fu definito come confine del territorio italiano che godeva della cittadinanza romana.[8]  Infatti per i Romani l'«Italia» quale entità geografico-amministrativa, non comprendeva né le isole (Sicilia e Sardegna) né la pianura padana.[9]
- Durante gli ultimi giorni del marzo 1814, alla fine della campagna d'Italia, il Magra fu al centro di scontri tra le truppe napoleoniche del generale Jean Victor Rouyer e le truppe della sesta coalizione guidate dal generale William Bentinck, in particolare durante la battaglia di Lerici e la cattura di La Spezia.[10]
- "Novelle di Valdimagra" è una delle più significative opere letterarie di Pietro Ferrari, che ambienta 15 racconti brevi nelle campagne e paesi che fanno da corona all'alta valle del fiume Magra, indicativamente da Pontremoli a Filattiera e Bagnone. I 15 racconti del Ferrari fanno riferimento ai luoghi tanto amati e a personaggi quasi sempre realmente esistiti e da lui conosciuti tramite i racconti di casa; il libro di racconti "Novelle di Valdimagra" fu pubblicato con lo pseudonimo di "Pietro da Pontelungo" nel 1944 in 100 esemplari dalla Tipografia Artigianelli di Pontremoli e rappresenta forse uno dei più interessanti contributi alla "piccola storia" della Lunigiana, e che ci permette di rivivere atmosfere, sentimenti, passioni, colori e profumi di un mondo ormai scomparso, ma all'epoca della sua pubblicazione ancora nella memoria e nei racconti di molti

## Bibliografia

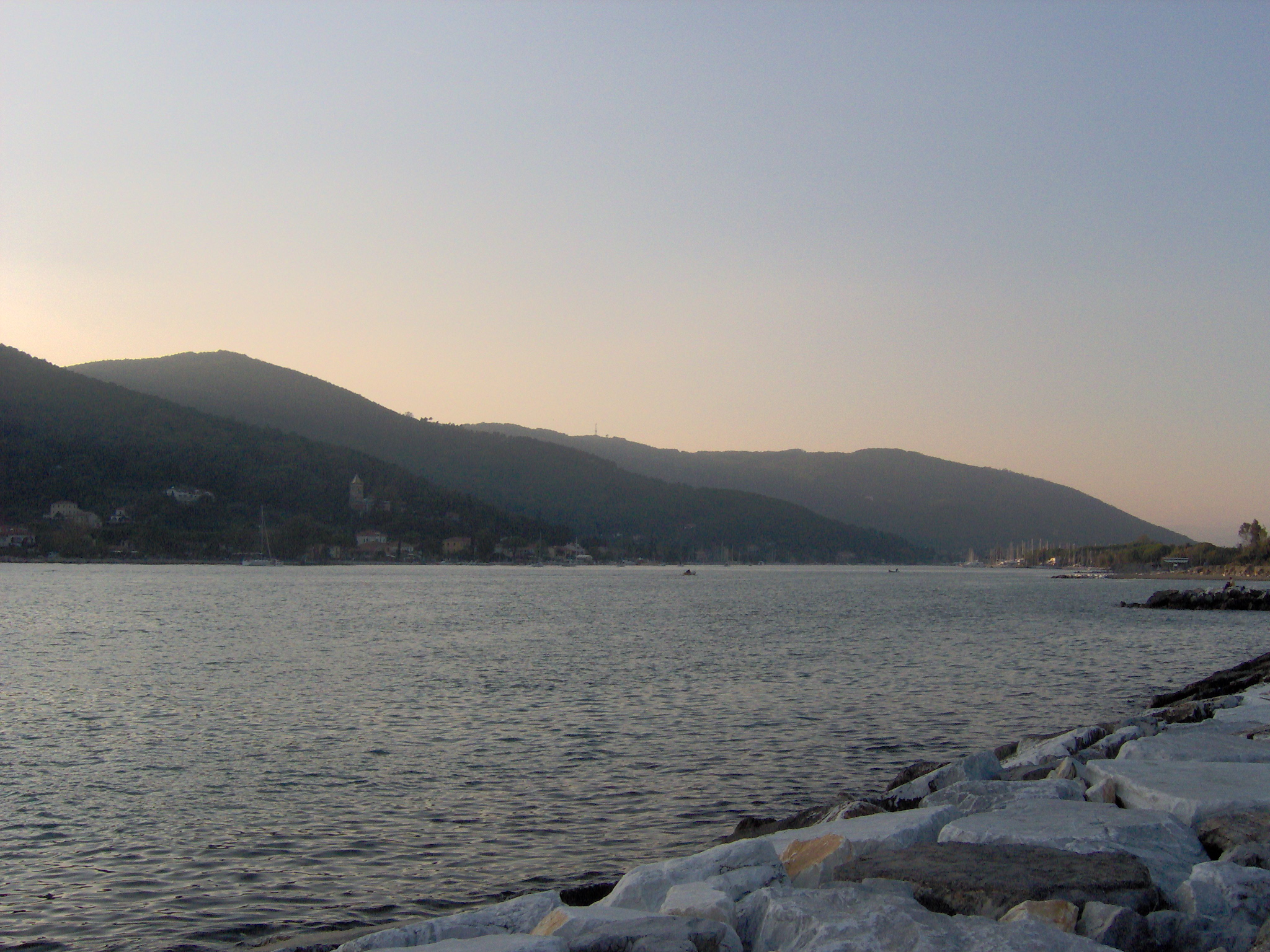
Il fiume Magra alla foce